# سيرزار (زاز الشرقي)
سیرزار (بالفارسية: سیرزار) هي قرية تقع في إيران في قسم زاز الشرقي الریفي. يقدر عدد سكانها بـ 11 نسمة بحسب إحصاء 2016.